# トルヴァエン
トルヴァエン （英語:Torfaen County Borough、ウェールズ語:Bwrdeistref Sirol Torfaen）は、ウェールズ南東部のカウンティ・バラ。
東側でモンマスシャー、南側でシティのニューポート、南西側でケアフィリ、北西側でブライナイ・グエントと接している。
かつては歴史的カウンティのモンマスシャーの一部であった。
1974年に歴史的カウンティのグウェントのディストリクトとして創設され、1996年にプリンシパル・エリアとして再編された。中心都市はポンティプールである。